# Daimonoïoánnis
Daimonoïoánnis, en grec moderne : Δαιμονοϊωάννης, Eudaimonoïoánnis ou  Evdemonoïoánnis (Εὐδαιμονοϊωάννης), est le nom d'une famille noble grecque byzantine, ou d'un groupe de familles, active du XIIIe au XVIIe siècle. Particulièrement associés à Monemvasia, ses membres sont également actifs dans le Péloponnèse, à Cythère et en Crète, où ils se sont apparemment déplacés en masse au XVIe siècle, après la prise de Monemvasia par les Ottomans.

## Histoire
La famille apparaît pour la première fois, sous le nom de Daimonoïoánnis, dans les années 1220, dans un discours de l'archevêque d'Ohrid (en), Dèmètrios Chomatenos. L'origine du nom est inconnue : daimon signifie démon, mais pourrait, selon Haris Kalligas, éventuellement faire référence au site de Daimonia, au cap Malée, près de Monemvasia. Dans la langue populaire, il devient Daimonogiánnis (Δαιμονογιάννης), comme on le trouve dans la Chronique de Morée, et diversement Demonozaneus, Demonozannes et de Mon[o]ianis dans les sources occidentales.
Ce n'est qu'à partir du milieu du XIVe siècle que le nom acquiert la forme Eudaimonoïoánnis ou Evdemonoïoánnis avec l'ajout du préfixe "eu-" (bon), qui devient dès lors la forme standard utilisée par la famille.
Dès le début, la famille est surtout associée à la ville fortifiée de Monemvasia et au sud du Péloponnèse, tandis que d'autres étaient actifs sur l'île de Cythère, au large de la côte du Péloponnèse, et en Crète sous domination vénitienne, et quelques-uns aussi loin que Venise elle-même, Serrès, Constantinople ou le royaume de Naples. Il n'est pas clair si tous les porteurs du nom de famille étaient membres de la même famille, et il a été suggéré qu'il existait deux familles étroitement liées portant le même nom, l'une dans le Péloponnèse et l'autre en Crète. Cependant, comme la famille apparaît d'abord dans le Péloponnèse et à Cythère, et qu'elle n'apparaît fréquemment en Crète qu'à partir du XVIe siècle (avec 25 membres de la famille au seul XVIe siècle), il est plus probable que la famille se soit installée sur l'île à ce moment-là, le gros de la famille abandonnant probablement Monemvasia pour la Crète en 1545. La famille a également régné sur Cythère, peut-être dès le XIIe siècle, jusqu'en 1238, date à laquelle l'île passe à la maison vénitienne de la famille Venier. La famille reste active sur l'île par la suite, au moins jusqu'au milieu du XVIe siècle.

## Personnalités
- Dimitri Comnène Eudaimonoïoánnis, fonctionnaire grec byzantin.